# Paramicrodon toxopei
Paramicrodon toxopei är en tvåvingeart som beskrevs av Meijere 1929. Paramicrodon toxopei ingår i släktet Paramicrodon och familjen blomflugor. Inga underarter finns listade i Catalogue of Life.